# Trimusculus
Trimusculus är ett släkte av snäckor. Trimusculus ingår i familjen Trimusculidae.
Trimusculus är enda släktet i familjen Trimusculidae.
Kladogram enligt Catalogue of Life:
| Trimusculus | \| \| Trimusculus carinatus \| \| \| \| \| \| Trimusculus reticulatus \| \| \| \| |
|             | \| \| Trimusculus carinatus \| \| \| \| \| \| Trimusculus reticulatus \| \| \| \| |
|             | Trimusculus carinatus                                                             |
|             |                                                                                   |
|             | Trimusculus reticulatus                                                           |
|             |                                                                                   |

## Bildgalleri

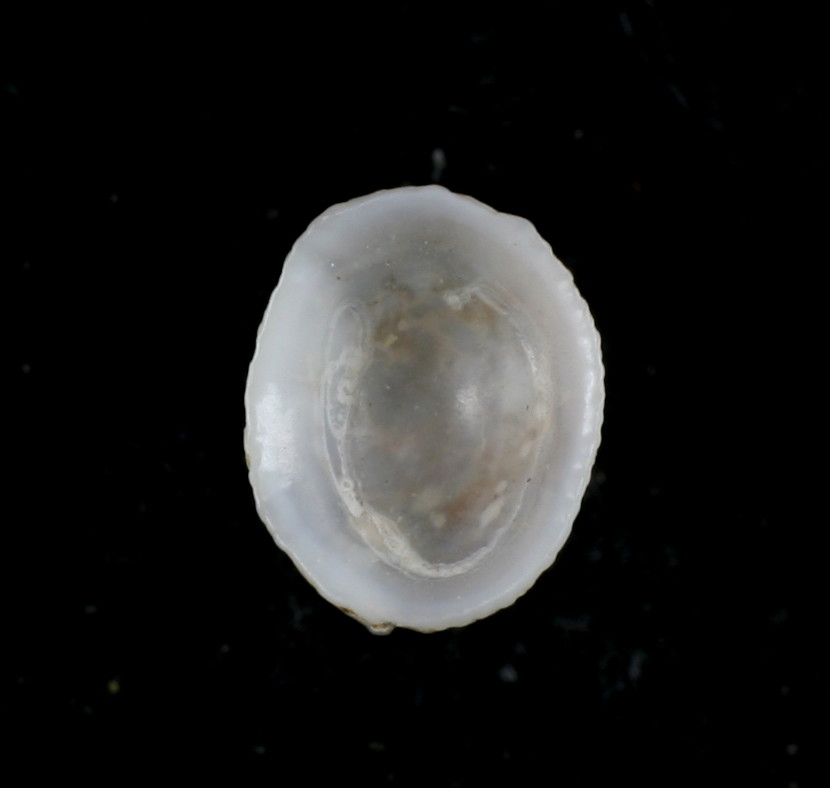
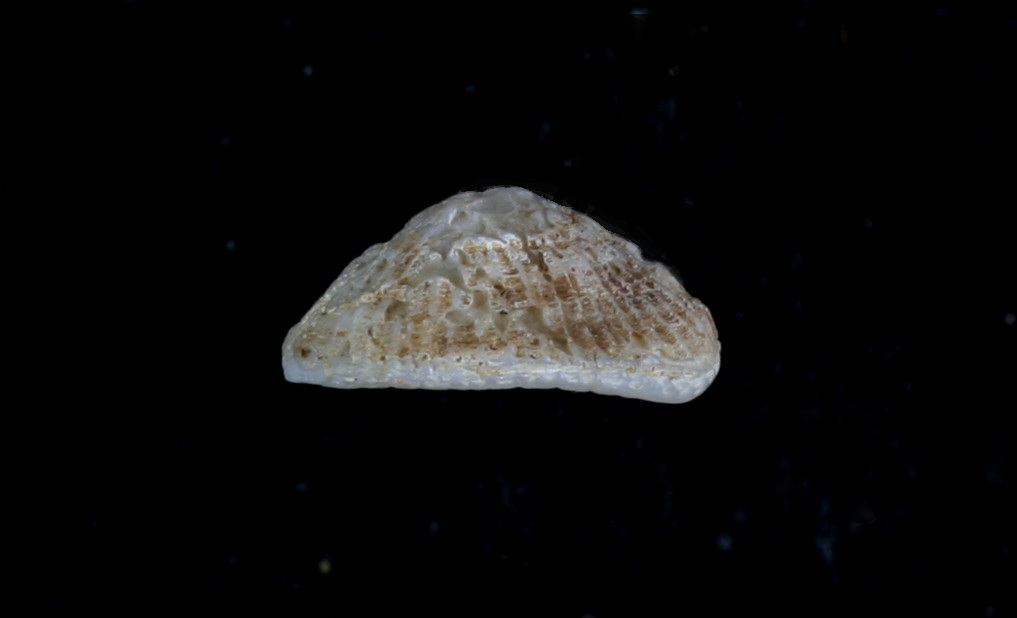